# Eugen Schmidt
Eugen Schmidt (Copenhague, 17 février 1862 - Aalborg, 7 octobre 1931) est un athlète, tireur et tireur à la corde danois. Il a participé aux Jeux olympiques de 1896 et aux Jeux olympiques de 1900 et remporta dans ces derniers la médaille d'or en tir à la corde avec l'équipe mixte.
Sportif polyvalent, il est l'un des pionniers du sport danois, touchant à l'athlétisme, à l'aviron, au tir sportif, au football, au golf, à la gymnastique ou au tennis. Il participe à la fondation de plusieurs clubs dans ces diverses disciplines, puis à celle de la Fédération des sports du Danemark. Il est également journaliste et auteur sur le sujet du sport.
Sa polyvalence se manifeste dans ses trois participations olympiques, dans trois sports différents : en 1896, il est éliminé lors des séries du 100 m et termine douzième en tir à la carabine d'ordonnance à 200 m, alors qu'en 1900, il devient champion olympique de tir à la corde avec une équipe mixte scandinave.
Parallèlement à toutes ces activités sportives, il conservera un travail, d'abord en tant qu'ingénieur pour des brasseries de bière, puis dans une compagnie chimique à Aalborg.

## Palmarès
| Date | Compétition           | Lieu    | Résultat         | Épreuve                       | Performance           |
| ---- | --------------------- | ------- | ---------------- | ----------------------------- | --------------------- |
| 1896 | Jeux olympiques d'été | Athènes | Éliminé en série | 100 m                         | Inconnue              |
| 1896 | Jeux olympiques d'été | Athènes | 12e              | Carabine d'ordonnance à 200 m | 26                    |
| 1900 | Jeux olympiques d'été | Paris   | Vainqueur        | Tir à la corde                | Avec une équipe mixte |